# Bad Kissingen
Bad Kissingen (Lázně Kissingen) je německé velké okresní město ležící ve spolkové zemi Bavorsko na Francké Sále v pohoří Rhön. Od roku 2021 je na seznamu Světového dědictví UNESCO v rámci položky Slavná lázeňská města Evropy.

## Historie
První písemná zmínka pochází z roku 801 pod jménem Chizzicha. Minerální prameny jsou zmiňované v roce 823. V roce 1279 je poprvé zmiňované jako město a v roce 1520 přijeli první oficiální lázeňští hosté. V roce 1814 se město stalo součástí Bavorska. V roce 1945 byly lázně jedinkrát v historii uzavřeny.

## Partnerská města
- Eisenstadt, Rakousko
- Massa, Itálie
- Vernon, Francie